# 金子真大
金子真大（日语：／ Kaneko Mahiro，1999年12月10日—），日本男子羽毛球運動員，亦為現役日本國家羽毛球隊（B隊）成員。福岡縣出生，畢業於ふたば未来学園高等学校，2018年起加入Tonami運輸株式會社，現隸屬於本社的物品販賣事業部，並為該社的羽毛球隊成員，隊員編號12號。

## 簡歷
2017年10月，金子真大代表日本參加在印尼日惹舉行的世界青年羽毛球錦標賽，與久保田友之祐合作赢得男子雙打比賽冠軍，成位首對贏得世青賽冠軍的日本男雙組合。
2018年9月，金子真大出戰南澳洲羽毛球國際賽，與久保田友之祐合作打進男子雙打比賽四強。

## 主要比賽成績
只列出曾進入準決賽的國際賽事成績：
| 年份   | 賽事                   | 公開賽級別 | 項目     | 拍檔         | 成績   |
| ------ | ---------------------- | ---------- | -------- | ------------ | ------ |
| 2016年 | 亞洲青年羽毛球錦標賽   | 其他       | 混合團體 | －           | 季軍   |
| 2016年 | 世界青年羽毛球錦標賽   | 其他       | 混合團體 | －           | 季軍   |
| 2017年 | 亞洲青年羽毛球錦標賽   | 其他       | 混合團體 | －           | 季軍   |
| 2017年 | 世界青年羽毛球錦標賽   | 其他       | 混合團體 | －           | 季軍   |
| 2017年 | 世界青年羽毛球錦標賽   | 其他       | 男子雙打 | 久保田友之祐 | 冠軍   |
| 2018年 | 南澳洲羽毛球國際賽     | 國際挑戰賽 | 男子雙打 | 久保田友之祐 | 準決賽 |
| 2018年 | 雪梨羽毛球國際賽       | 國際系列賽 | 男子雙打 | 久保田友之祐 | 準決賽 |
| 2022年 | 加拿大羽毛球國際挑戰賽 | 國際挑戰賽 | 男子雙打 | 下農走       | 亞軍   |
| 2024年 | 北馬里亞納羽毛球公開賽 | 國際挑戰賽 | 男子雙打 | 大田隼也     | 亞軍   |
| 2025年 | 盧森堡羽毛球公開賽     | 國際系列賽 | 男子雙打 | 藤澤佳史     | 準決賽 |

| 2018-2026年 | 總決賽 | 超級1000賽 | 超級750賽 | 超級500賽 | 超級300賽 | 超級100賽 | 國際挑戰賽 | 國際系列賽 | 未來系列賽 | 其他 |